# Terry Fenwick
Terence William 'Terry' Fenwick (17 de noviembre de 1959 en Seaham, Condado de Durham, Inglaterra) es un entrenador de fútbol y exjugador inglés.
Jugando como defensor, participó en un total de 455 partidos en la Premier League para Crystal Palace, Queens Park Rangers, Tottenham Hotspur, Leicester City y Swindon Town. Además, fue internacional absoluto con la Selección de fútbol de Inglaterra.

## Trayectoria

### Crystal Palace
Fenwick comenzó su carrera en las divisiones inferiores del Crystal Palace, siendo parte del exitoso plantel que ganó la F.A. Youth Cup en 1977 y 1978.
Firmó como profesional en diciembre de 1976, haciendo su debut en la liga frente al Tottenham Hotspur en diciembre de 1977,  jugando 10 partidos esa temporada. La temporada siguiente (1978/79) Fenwick jugó un total de 20 partidos y 10 en la temporada 1979/80.
Durante aquellas temporadas, Fenwick llevó ocho diferente numeró camisas para Palacio a la vez cuándo números de camisa equipararon más a jugar posición. Fenwick comenzó a jugar como titular tras la partida de Kenny Sansom, pero después de una pobre temporada en diciembre de 1980, Fenwick pasa al Queens Park Rangers .  Jugó 70 partidos de liga para Crystal Palace, pero sin marcar.

### Queens Park Rangers
Fenwick firmó para Queens Park Rangers en diciembre de 1980 por 110.000 libras y en el total de temporadas, hasta 1987, terminó jugando 256 partidos convirtiendo 33 goles.

### Tottenham Hotspur
En diciembre de 1987 Fenwick fue llevado por Terry Venables al Tottenham Hotspur, por un total de 550.000 libras, jugando 93 partidos y convirtiendo 8 goles. En la temporada 1990/91 fue traspasado al Leicester City (ocho partidos y 1 gol) y en 1993 fue vendido al Swindon Town.

### Swindon Town
En 1993 Fenwick firmó con Swindon Town, en aquel tiempo un equipo de la Premier League. Su primera temporada el equipo sólo ganó 5 partidos de 42 posibles y recibió 100 goles, terminando en un descenso al final de temporada. Durante ese torneo sólo jugó 26 partidos, y sólo 2 en la siguiente. Finalmente fue liberado y terminó su carrera poco tiempo después.

## Selección nacional
Fenwick hizo su debut internacional para Inglaterra en mayo de 1984 como reemplazo de Alvin Martin, y terminó jugando 20 partidos hasta 1988. Con tres tiene el récord inglés de mayor cantidad de amarillas en una sola Copa del Mundo, recibidas en la Copa Mundial de Fútbol de 1986 También es recordado por haber sido gambeteado por Diego Maradona en el famoso "Gol del siglo". Fue el último rival al que esquivó Diego antes de esquivar a Peter Shilton y marcar el gol.

### Participaciones en Copas del Mundo
| Mundial              | Sede   | Resultado        |
| -------------------- | ------ | ---------------- |
| Copa Mundial de 1986 | México | Cuartos de final |

## Clubes

### Como jugador
| Club                | País       | Año       |
| ------------------- | ---------- | --------- |
| Crystal Palace      | Inglaterra | 1976-1980 |
| Queens Park Rangers | Inglaterra | 1980-1987 |
| Tottenham Hotspur   | Inglaterra | 1987-1990 |
| Leicester City      | Inglaterra | 1990-1991 |
| Tottenham Hotspur   | Inglaterra | 1991-1993 |
| Swindon Town        | Inglaterra | 1990-1991 |

### Como entrenador
| Club               | País              | Año       |
| ------------------ | ----------------- | --------- |
| Portsmouth         | Inglaterra        | 1995-1998 |
| Northampton Town   | Inglaterra        | 2003      |
| San Juan Jabloteh  | Trinidad y Tobago | 2005-2011 |
| Central            | Trinidad y Tobago | 2013-2014 |
| Visé               | Bélgica           | 2014      |
| Selección absoluta | Trinidad y Tobago | 2019-2021 |